# Metalectra pamela
Metalectra pamela är en fjärilsart som beskrevs av William Schaus 1906. Metalectra pamela ingår i släktet Metalectra och familjen nattflyn. Inga underarter finns listade i Catalogue of Life.